# Persone di nome Pëtr
| Questa pagina contiene informazioni ricavate automaticamente dalle voci biografiche con l'ausilio del template Bio e di un bot. L'aggiornamento è periodico e automatico e ricostruisce completamente la pagina. Se manca una persona in questa lista, sei pregato di non aggiungerla, ma accertati piuttosto che la sua voce biografica contenga il template Bio e che i dati anagrafici siano correttamente compilati. Se il template Bio manca, inseriscilo tu stesso o, in alternativa, metti l'avviso {{tmp\|Bio}} che ne segnala la mancanza. Se i dati riportati sono sbagliati, correggi direttamente la voce biografica; le modifiche saranno visibili in questa lista entro pochi giorni. Per chiarimenti vedi il progetto antroponimi. La lista contiene solo le 130 persone che sono citate nell'enciclopedia e per le quali è stato implementato correttamente il template Bio. Pagina aggiornata al 16 ott 2024. |

Questa è una lista di persone presenti nell'enciclopedia che hanno il prenome Pëtr, suddivise per attività principale.

## Agenti segreti(1)
- Pëtr Ivanovič Račkovskij, agente segreto russo (Dubăsari, n. 1853 - Rēzekne, † 1910)

## Ammiragli(1)
- Pëtr Ivanovič Rikord, ammiraglio russo (Toropec, n. 1776 - San Pietroburgo, † 1855)

## Anarchici(1)
- Pëtr Andreevič Aršinov, anarchico russo (Andreevka, n. 1887)

## Architetti(2)
- Pëtr Dmitrievič Baranovskij, architetto e restauratore russo (Vjaz'ma, n. 1892 - Mosca, † 1984)
- Pëtr Michailovič Eropkin, architetto russo (Impero russo, n. 1698 - San Pietroburgo, † 1740)

## Artisti(1)
- Pëtr Pavlenskij, artista russo (Leningrado, n. 1984)

## Artisti marziali misti(1)
- Pëtr Jan, artista marziale misto russo (Dudinka, n. 1993)

## Astisti(1)
- Pëtr Bоčkаrëv, ex astista russo (n. 1967)

## Attori(3)
- Pëtr Petrovič Fëdorov, attore, produttore cinematografico e sceneggiatore russo (Mosca, n. 1982)
- Pëtr Glebov, attore sovietico (Mosca, n. 1915 - Mosca, † 2000)
- Pëtr Šelochonov, attore e regista russo (Hajduki, n. 1929 - San Pietroburgo, † 1999)

## Aviatori(2)
- Pëtr Ivanovič Dolgov, aviatore sovietico (Bogojavlenskoe, n. 1920 - Vol'sk, † 1962)
- Pëtr Afanas'evič Pokryšev, aviatore e militare sovietico (Hola Prystan', n. 1914 - † 1967)

## Banchieri(1)
- Pëtr Aven, banchiere e politico russo (Mosca, n. 1955)

## Biatleti(1)
- Pëtr Ivaška, ex biatleta bielorusso (Sjanno, n. 1971)

## Bobbisti(2)
- Pëtr Makarčuk, ex bobbista russo (Abakan, n. 1972)
- Pëtr Moiseev, bobbista russo (Podol'sk, n. 1986)

## Calciatori(8)
- Pëtr Borejša, calciatore russo (n. 1885 - Parigi, † 1953)
- Pëtr Bystrov, ex calciatore russo (Nižnij Novgorod, n. 1979)
- Pëtr Ežov, calciatore sovietico (Gatčina, n. 1900 - Mosca, † 1975)
- Pëtr Filippov, calciatore sovietico (San Pietroburgo, n. 1893 - † 1965)
- Pëtr Grigor'ev, calciatore sovietico (San Pietroburgo, n. 1899 - Leningrado, † 1942)
- Pëtr Sokolov, calciatore russo (San Pietroburgo, n. 1890 - Enköping, † 1971)
- Pëtr Sorokin, calciatore russo (n. 1889 - † 1942)
- Pëtr Vasilevskij, calciatore e allenatore di calcio sovietico (Minsk, n. 1956 - Minsk, † 2012)

## Cantanti(3)
- Pëtr Elfimaŭ, cantante bielorusso (Mahilëŭ, n. 1980)
- Pëtr Leščenko, cantante russo (Isaevo, n. 1898 - Târgu Ocna, † 1954)
- Peter Nalitch, cantante e compositore russo (Mosca, n. 1981)

## Cestisti(2)
- Pëtr Gubanov, ex cestista russo (Samara, n. 1987)
- Pëtr Samojlenko, ex cestista russo (Uchquduq, n. 1977)

## Ciclisti su strada(3)
- Pëtr Ignatenko, ciclista su strada russo (Omsk, n. 1987)
- Pëtr Rikunov, ciclista su strada russo (Kovrov, n. 1997)
- Pëtr Ugrjumov, ex ciclista su strada e dirigente sportivo russo (Riga, n. 1961)

## Collezionisti d'arte(1)
- Pëtr Ivanovič Ščukin, collezionista d'arte russo (Mosca, n. 1853 - Mosca, † 1912)

## Compositori(2)
- Pëtr Il'ič Čajkovskij, compositore russo (Votkinsk, n. 1840 - San Pietroburgo, † 1893)
- Pëtr Alekseevič Skokov, compositore russo (San Pietroburgo, n. 1758 - San Pietroburgo, † 1817)

## Cosmonauti(2)
- Pëtr Dubrov, cosmonauta russo (Chabarovsk, n. 1978)
- Pëtr Klimuk, cosmonauta sovietico (Kamaroŭka, n. 1942)

## Danzatori(1)
- Pëtr Gusev, ballerino, coreografo e direttore artistico sovietico (San Pietroburgo, n. 1904 - Leningrado, † 1987)

## Economisti(1)
- Pëtr Berngardovič Struve, economista, giurista e politico russo (Perm', n. 1870 - Parigi, † 1944)

## Esploratori(2)
- Pëtr Ivanovič Beketov, esploratore russo (n. 1600)
- Pëtr Kuz'mič Kozlov, esploratore russo (Duchovščina, n. 1863 - Peterhof, † 1935)

## Etnografi(2)
- Pëtr Grigor'evič Bogatyrëv, etnografo e docente russo (Saratov, n. 1893 - Mosca, † 1971)
- Pëtr Nikolaevič Savickij, etnografo sovietico (Černihiv, n. 1895 - Praga, † 1968)

## Filosofi(4)
- Pëtr Markovič Abovin-Egides, filosofo russo (Kiev, n. 1917 - Mosca, † 1997)
- Pëtr Jakovlevič Čaadaev, filosofo russo (Mosca, n. 1794 - Mosca, † 1856)
- Pëtr Alekseevič Kropotkin, filosofo russo (Mosca, n. 1842 - Dmitrov, † 1921)
- Pëtr Dem'janovič Uspenskij, filosofo russo (Mosca, n. 1878 - Lyne Place, † 1947)

## Fisici(3)
- Pëtr Leonidovič Kapica, fisico sovietico (Kronštadt, n. 1894 - Mosca, † 1984)
- Pëtr Nikolaevič Lebedev, fisico russo (Mosca, n. 1866 - Mosca, † 1912)
- Pëtr Ufimcev, fisico e matematico russo (Ust-Čaryšskaja Pristan', n. 1931)

## Fisiologi(1)
- Pëtr Anochin, fisiologo sovietico (Caricyn, n. 1898 - Mosca, † 1974)

## Fondisti(1)
- Pëtr Sedov, fondista russo (Sarov, n. 1990)

## Generali(18)
- Pëtr Grigor'evič Demidov, generale russo (n. 1807 - † 1862)
- Pëtr Petrovič Lanskoj, generale russo (n. 1799 - † 1877)
- Pëtr Ivanovič Bagration, generale russo (Kizljar, n. 1765 - Sima, † 1812)
- Pëtr Semënovič Baluev, generale russo (Vladikavkaz, n. 1857 - Mosca, † 1923)
- Pëtr Petrovič Dolgorukov, generale e nobile russo (n. 1744 - Speshnevo, † 1815)
- Pëtr Petrovič Dolgorukov, generale e nobile russo (n. 1777 - San Pietroburgo, † 1806)
- Pëtr Michajlovič Golicyn, generale e principe russo (Mosca, n. 1738 - Mosca, † 1775)
- Pëtr Kirillovič Koševoj, generale sovietico (Oleksandrija, n. 1904 - Mosca, † 1976)
- Pëtr Nikolaevič Krasnov, generale e scrittore russo (San Pietroburgo, n. 1869 - Mosca, † 1947)
- Pëtr Georgievič Lušev, generale sovietico (Poboišče, n. 1923 - Mosca, † 1997)
- Pëtr Ivanovič Melissino, generale e nobile greco (Cefalonia, n. 1726 - San Pietroburgo, † 1797)
- Pëtr Alekseevič Palen, generale russo (Rakvere, n. 1745 - Jelgava, † 1826)
- Pëtr Ivanovič Panin, generale russo (n. 1721 - Mosca, † 1789)
- Pëtr Rumjancev-Zadunajskij, generale russo (Mosca, n. 1725 - Tašan', † 1796)
- Pëtr Semënovič Saltykov, generale russo (n. 1698 - Marfino, † 1772)
- Pëtr Aleksandrovič Tolstoj, generale russo (n. 1769 - Mosca, † 1844)
- Pëtr Michajlovič Volkonskij, generale russo (San Pietroburgo, n. 1776 - San Pietroburgo, † 1852)
- Pëtr Nikolaevič Vrangel', generale, politico e nobile russo (Mukuliai, n. 1878 - Bruxelles, † 1928)

## Geografi(1)
- Pëtr Petrovič Semënov-Tjan-Šanskij, geografo, esploratore e statistico russo (Rjazan', n. 1827 - San Pietroburgo, † 1914)

## Giornalisti(1)
- Pëtr Lavrovič Lavrov, giornalista, filosofo e rivoluzionario russo (Melechovo, n. 1823 - Parigi, † 1900)

## Hockeisti su ghiaccio(1)
- Pëtr Sčastlivyj, hockeista su ghiaccio russo (Vichorevka, n. 1979)

## Marciatori(1)
- Pëtr Počenčuk, marciatore sovietico (Ljachavičy, n. 1954 - Hrodna, † 1991)

## Matematici(1)
- Pëtr Sergeevič Novikov, matematico sovietico (Mosca, n. 1901 - Mosca, † 1975)

## Mezzofondisti(1)
- Pëtr Bolotnikov, mezzofondista sovietico (Zinovkino, n. 1930 - † 2013)

## Militari(7)
- Pëtr Barbašëv, militare sovietico (Bolšoi Sjugan, n. 1918 - Gisel, † 1942)
- Pëtr L'vovič Davydov, ufficiale russo (n. 1777 - Mosca, † 1842)
- Pëtr Grigorenko, militare sovietico (Oblast' di Zaporižžja, n. 1907 - New York, † 1987)
- Pëtr Andreevič Kikin, militare, filantropo e nobile russo (Alatyr', n. 1775 - San Pietroburgo, † 1834)
- Pëtr Petrovič Šmidt, militare, comandante marittimo e rivoluzionario russo (Odessa, n. 1867 - Berezan, † 1906)
- Pëtr Borisovič Šeremetev, ufficiale russo (n. 1713 - † 1788)
- Pëtr Andreevič Šuvalov, ufficiale russo (n. 1771 - San Pietroburgo, † 1808)

## Navigatori(3)
- Pëtr Fëdorovič Anžu, navigatore, esploratore e ammiraglio russo (Vyšnij Voločëk, n. 1796 - San Pietroburgo, † 1869)
- Pëtr Kuz'mič Krenicyn, navigatore e esploratore russo (n. 1728 - † 1770)
- Pëtr Kuz'mič Pachtusov, navigatore, esploratore e cartografo russo (Kronštadt, n. 1800 - Arcangelo, † 1835)

## Nobili(5)
- Pëtr Vasil'evič Mjatlev, nobile russo (n. 1756 - † 1833)
- Pëtr Alekseevič Golicyn, nobile russo (n. 1660 - Kiev, † 1722)
- Pëtr Grigor'evič Kachovskij, nobile russo (governatorato di Smolensk, n. 1797 - Isola dei Decabristi a San Pietroburgo, † 1826)
- Pëtr Petrovič Konovnicyn, nobile e generale russo (Charkiv, n. 1764 - Peterhof, † 1822)
- Pëtr Nikolaevič Romanov, nobile russo (San Pietroburgo, n. 1864 - Antibes, † 1931)

## Pallanuotisti(1)
- Pëtr Breus, pallanuotista sovietico (n. 1927 - † 2000)

## Pittori(6)
- Pëtr Petrovič Končalovskij, pittore russo (Slov"jans'k, n. 1876 - Mosca, † 1956)
- Pëtr Aleksandrovič Krivonogov, pittore russo (Kijasovo, n. 1910 - Mosca, † 1967)
- Pëtr Vasil'evič Miturič, pittore russo (San Pietroburgo, n. 1887 - Mosca, † 1956)
- Pëtr Fëdorovič Sokolov, pittore russo (Mosca, n. 1787 - Merčyk, † 1848)
- Pëtr Savvič Utkin, pittore russo (Tambov, n. 1877 - Leningrado, † 1934)
- Pëtr Vladimirovič Vil'jams, pittore, grafico e scenografo russo (Mosca, n. 1902 - Mosca, † 1947)

## Poeti(2)
- Pëtr Pletnëv, poeta e critico letterario russo (Tebleši, n. 1792 - Parigi, † 1866)
- Pëtr Andreevič Vjazemskij, poeta e critico letterario russo (Mosca, n. 1792 - Baden-Baden, † 1878)

## Politici(12)
- Pëtr Grigor'evič Černyšëv, politico russo (n. 1712 - San Pietroburgo, † 1773)
- Pëtr Nilovič Demičev, politico sovietico (Pesočnja, n. 1918 - Žavoronki, † 2010)
- Pëtr Vasil'evič Lopuchin, politico russo (San Pietroburgo, n. 1753 - Porchov, † 1827)
- Pëtr Mironovič Mašerov, politico sovietico (Širki, n. 1918 - Distretto di Smaljavičy, † 1980)
- Pëtr Nikolaevič Pospelov, politico e storico sovietico (Konakovo, n. 1898 - Mosca, † 1979)
- Pëtr Stepanovič Protasov, politico e ufficiale russo (n. 1730 - † 1794)
- Pëtr Arkad'evič Stolypin, politico russo (Dresda, n. 1862 - Kiev, † 1911)
- Pëtr Andreevič Šuvalov, politico e generale russo (San Pietroburgo, n. 1827 - San Pietroburgo, † 1889)
- Pëtr Ivanovič Šuvalov, politico russo (n. 1711 - San Pietroburgo, † 1762)
- Pëtr Andreevič Tolstoj, politico russo (n. 1645 - Monastero di Soloveckij, † 1729)
- Pëtr Nikitič Trubeckoj, politico e scrittore russo (n. 1724 - † 1791)
- Pëtr Pavlovič Šafirov, politico, diplomatico e nobile russo (Smolensk, n. 1669 - San Pietroburgo, † 1739)

## Registi(1)
- Pëtr Todorovskij, regista, sceneggiatore e direttore della fotografia russo (Bobrynec', n. 1925 - Mosca, † 2013)

## Rivoluzionari(5)
- Pëtr Leont'evič Antonov, rivoluzionario russo (Nikolaev, n. 1859 - Odessa, † 1916)
- Pëtr Germogenovič Smidovič, rivoluzionario e politico russo (Rogačëv, n. 1874 - Mosca, † 1935)
- Pëtr Nikitič Tkačëv, rivoluzionario e scrittore russo (Sivcovo, n. 1844 - Parigi, † 1886)
- Pëtr Lazarevič Vojkov, rivoluzionario russo (Kerč', n. 1888 - Varsavia, † 1927)
- Pëtr Grigor'evič Zaičnevskij, rivoluzionario russo (Oblast' di Orël, n. 1842 - Smolensk, † 1896)

## Saltatori con gli sci(1)
- Pëtr Sunin, ex saltatore con gli sci sovietico

## Scacchisti(2)
- Pëtr Arsen'evič Romanovskij, scacchista russo (San Pietroburgo, n. 1892 - Mosca, † 1964)
- Pëtr Veniaminovič Svidler, scacchista russo (Leningrado, n. 1976)

## Schermidori(1)
- Pëtr Zakovorot, schermidore ucraino (Charkiv, n. 1871 - Charkiv, † 1951)

## Scrittori(2)
- Pëtr Boborykin, scrittore, drammaturgo e giornalista russo (Nižnij Novgorod, n. 1836 - Lugano, † 1921)
- Pëtr Vasil'evič Kireevskij, scrittore russo (Mosca, n. 1808 - Mosca, † 1856)

## Storici(3)
- Pëtr Aleksandrovič Čichačëv, storico, naturalista e geografo russo (Gatčina, n. 1808 - Firenze, † 1890)
- Pëtr Vladimirovič Dolgorukov, storico, genealogista e giornalista russo (Mosca, n. 1816 - Berna, † 1868)
- Pëtr Ionovič Jakir, storico sovietico (Kiev, n. 1923 - Mosca, † 1982)

## Velisti(1)
- Pëtr Gorelikov, velista sovietico (Ashgabat, n. 1931 - San Pietroburgo, † 2017)

## Violinisti(1)
- Pëtr Stoljarskij, violinista e insegnante sovietico (Lypovec', n. 1871 - Sverdlovs'k, † 1944)